# Farley (Kentucky)
Farley – jednostka osadnicza w Stanach Zjednoczonych, w stanie Kentucky, w hrabstwie McCracken.